# Virreinato del Río de la Plata
El virreinato del Río de la Plata fue una entidad político-territorial que estableció la Corona española en América como parte integrante del Imperio español. Fue creado primero de forma provisional, el 1 de agosto de 1776, y luego de manera permanente, el 27 de octubre de 1777, por disposición del rey Carlos III a propuesta de su secretario de Indias José de Gálvez y Gallardo. Tuvo su capital en la ciudad de Buenos Aires, de relativa importancia hasta ese momento.
Las revoluciones de Chuquisaca y La Paz, ambas en 1809 en la provincia de Charcas, fueron sofocadas con el envío de las fuerzas españolas acuarteladas en Buenos Aires, lo cual permitió al año siguiente (1810) un movimiento en esa ciudad; estas revueltas marcaron el inicio de la guerra de la Independencia Argentina, que culminó con la segregación del virreinato respecto del poder español y su división.
La Regencia de España declaró a Buenos Aires como ciudad rebelde y trasladó la capital virreinal a Montevideo. El 18 de noviembre de 1811 abandonó el cargo el último virrey, Francisco Javier de Elío, dejando el mando al entonces gobernador de Montevideo, Gaspar de Vigodet, quien pasó a ser la máxima autoridad española como capitán general y gobernador de las provincias del Río de la Plata. Vigodet continuó en su cargo hasta que la rendición de Montevideo, el 23 de junio de 1814, supuso el final del dominio español en la Banda Oriental
El Alto Perú, incorporado al mando del virrey del Perú en 1810, se convirtió en el último bastión español tras la capitulación de Ayacucho y permaneció bajo control realista hasta la muerte de Pedro Antonio Olañeta, nombrado virrey del Río de la Plata en 1825 por Fernando VII, quien desconocía que Olañeta ya había fallecido en abril de ese año.

## Ubicación territorial
El virreinato del Río de la Plata nació de una escisión del virreinato del Perú e integró los territorios de las gobernaciones de Buenos Aires, Paraguay, Tucumán y Santa Cruz de la Sierra, el corregimiento de Cuyo (que hasta entonces pertenecía a la capitanía general de Chile) y los corregimientos de la provincia de Charcas. Aquella jurisdicción estaba conformada por los territorios correspondientes a las actuales repúblicas de Argentina (incluyendo las disputadas islas Malvinas), Uruguay, Paraguay y Bolivia, así como también partes que desde la segunda mitad del siglo XIX están incorporadas a Brasil, y sectores del norte de Chile y del sureste de Perú. Además incluyó las islas africanas de Fernando Poo (hoy Bioko) y Annobón en la actual Guinea Ecuatorial, cedidas por Portugal a España en 1777.
Se situaba en el Cono Sur de América del Sur sobre el océano Atlántico y es tema de disputa si en algún momento poseyó costas en el océano Pacífico sur.

## Razones que llevaron a la creación del virreinato
La enorme superficie que abarcaba el virreinato del Perú dificultaba las tareas de gobierno, lo cual fue un poderoso motivo para la división de ese territorio.
Otras causas que influyeron en la decisión de efectuar esa separación fueron: la ambición de Portugal sobre la Banda Oriental, en donde se hallaban la Colonia del Sacramento y las Misiones Orientales, así como el constante avance lusitano sobre toda la frontera hispano-portuguesa en América del Sur; la creciente importancia que iba cobrando Buenos Aires como centro comercial; el valor del estuario del río de la Plata como entrada hacia el interior del continente y la defensa de los puertos de Buenos Aires y Montevideo; y las sucesivas expediciones de Gran Bretaña y de Francia sobre las costas de la Patagonia.

### La Ruta del Galeón
El itinerario implantado por el monopolio comercial español en los virreinatos fue, desde 1573, llamado oficialmente la Ruta del Galeón. Esta ruta fue utilizada para el intercambio comercial entre España y las Indias en dos flotas anuales destinadas a los puertos de Veracruz —Flota de Nueva España— en Nueva España y Portobelo, en Panamá, —Flota de Tierra Firme—. Las remesas de plata, oro, esmeraldas, perlas y demás bienes que salían desde el virreinato del Perú iban regularmente desde el puerto del Callao hasta la ciudad de Panamá. Desde allí los cargamentos de riquezas eran llevados por tierra a Portobelo y desde ese puerto las armadas de galeones surcaban el mar Caribe tocando los puertos de Cartagena de Indias, Santa Marta y Santo Domingo, para luego cruzar el océano Atlántico hasta el puerto de Sevilla, que fue el único puerto habilitado de embarque y desembarque hasta 1765. En el sentido inverso los productos de España llegaban al Callao y de allí podían llegar a lomo de mula a Potosí, desde donde seguían hasta Buenos Aires. Portobelo, Cartagena de Indias y La Habana, eran los baluartes principales para la protección de la Ruta del Galeón, y en Portobelo se realizaban las ferias de intercambio comercial. 
El 21 de noviembre de 1739 fuerzas británicas capturaron, saquearon y destruyeron Portobelo, lo que demostró paulatinamente a las autoridades españolas que convenía oficializar una ruta más segura, pensándose en la hasta entonces usada para el "contrabando ejemplar": la que desde el Alto Perú transportaba clandestinamente las riquezas por el Camino Real, pasando por Salta y Córdoba hasta llegar al puerto de Buenos Aires, puerto que había crecido precisamente por el "contrabando ejemplar". El Río de la Plata era la principal alternativa a la Ruta del Galeón, lo que lo convertía en vulnerable a ataques enemigos y hacía necesario un fortalecimiento de la presencia española en él. Desde 1662 existía la Aduana Seca de Córdoba que aplicaba impuestos del 50% a los productos que del Río de la Plata pasaban al Perú, sin distinguir si su origen era legal o del contrabando.
En 1778 el rey Carlos III promulgó el Reglamento para el Comercio Libre de España e Indias que puso fin a la ruta monopólica abriendo al comercio recíproco 13 puertos de España y 25 de las Indias, entre ellos Buenos Aires y Montevideo. En cada uno de ellos debían crearse consulados de comercio, pero solo los navíos matriculados en España podían utilizar esos puertos. En 1795 el rey habilitó el comercio con las colonias no españolas y permitió que los navíos matriculados en las Indias pudieran comerciar con puertos españoles. Todas estas reformas borbónicas modificaron sustancialmente los poderes y factores económicos tanto peninsulares como hispanoamericanos.

## Historia

### El proyecto del virreinato austral
El 8 de octubre de 1773 el rey Carlos III pidió informes al virrey del Perú, a la Real Audiencia de Lima, y al gobernador de Buenos Aires, respecto de la posible creación de una audiencia en el Tucumán. 
El virrey Manuel de Amat y Junient le respondió el 22 de enero de 1775 expresando los motivos por los que creía debía reinstalarse una audiencia en Buenos Aires y crearse un virreinato con capital en Chile que abarcara el Río de la Plata.
El 18 de noviembre de 1775 fueron repetidos los pedidos de informes a la Real Audiencia de Lima y al gobernador de Buenos Aires, que no los habían remitido. 
Cuando el proyecto aún estaba en estudio, el 1 de abril de 1776 el comandante general portugués de São José do Norte, el alemán Johann Heinrich Bohm, atacó los fuertes de Santa Bárbara y Trinidad y recuperó la villa de Río Grande, que había sido conquistada por Pedro de Cevallos el 12 de mayo de 1763, cuando era gobernador de Buenos Aires. Este conflicto con Portugal precipitó la decisión del rey de crear un virreinato basado en el Río de la Plata y no en Chile.

Imperios español y portugués en 1790.

### El virreinato personal

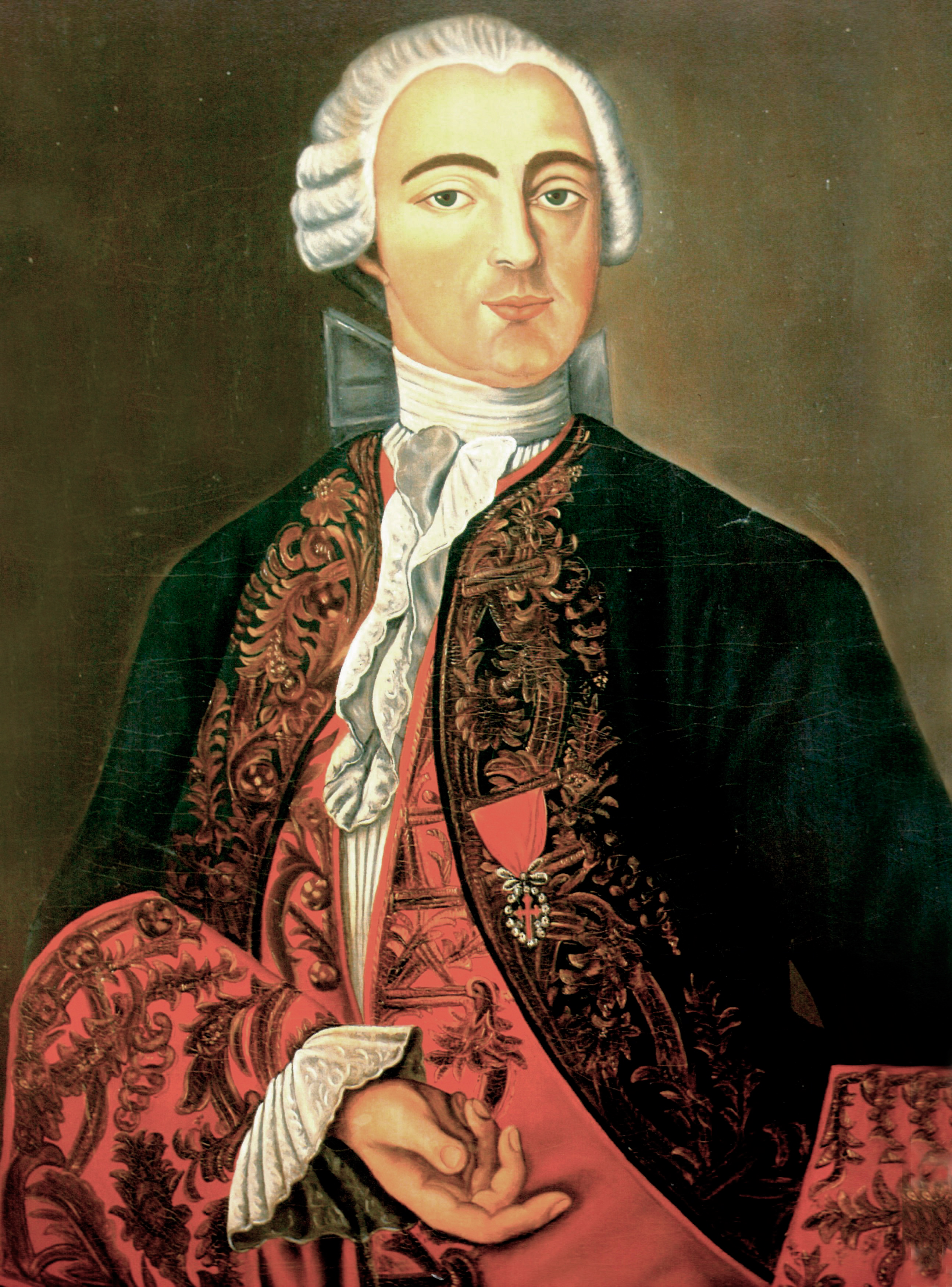
Pedro de Cevallos, primer virrey del Río de la Plata.

El 27 de julio de 1776 el gobernador de Madrid, teniente general Pedro de Cevallos, recibió una nota con el nombramiento de comandante de la expedición a la América meridional que se alistaba en Cádiz, junto con el mando de las provincias del distrito de la Real Audiencia de Charcas y el corregimiento de Cuyo, en carácter de virrey y capitán general. Una vez concluida la expedición, Cevallos debía retornar a su cargo en Madrid, «dejando entónces el mando militar i político de las provincias del Rio de la Plata en los términos en que han estado hasta ahora (sic)».
El 1 de agosto de 1776 el rey Carlos III formalizó el nombramiento mediante una real cédula, nombrando a Cevallos:

(…) mi Virrey, Gobernador y Capitán General de las de Buenos Ayres, Paraguay y Tucumán, Potosí, Santa Cruz de la Çierra, Charcas, y de todos los Corregimientos, pueblos y territorios á que se extienden la jurisdicción de aquella Audiencia, la qual podréis presidir, en el caso de ir á ella, con las propias facultades y autoridad que gozan los demás Virreyes de mis dominios de las Indias, según las Leyes de ellas; comprehendiéndose asimismo vajo de vuestro mando y jurisdición los territorios de las ciudades de Mendoza y San Juan del Pico, que oi se hallan dependientes de la Governación de Chile; con absoluta independencia de mi Virrey de los Reynos del Perú, durante permanescáis en aquellos paízes, así en todo lo respectibo al Govierno militar, como al político y Superintendencia General de Real Hazienda, en todos los ramos y productos della.
-  Wikisource contiene obras originales de o sobre Real cédula de erección del virreinato del Río de la Plata.

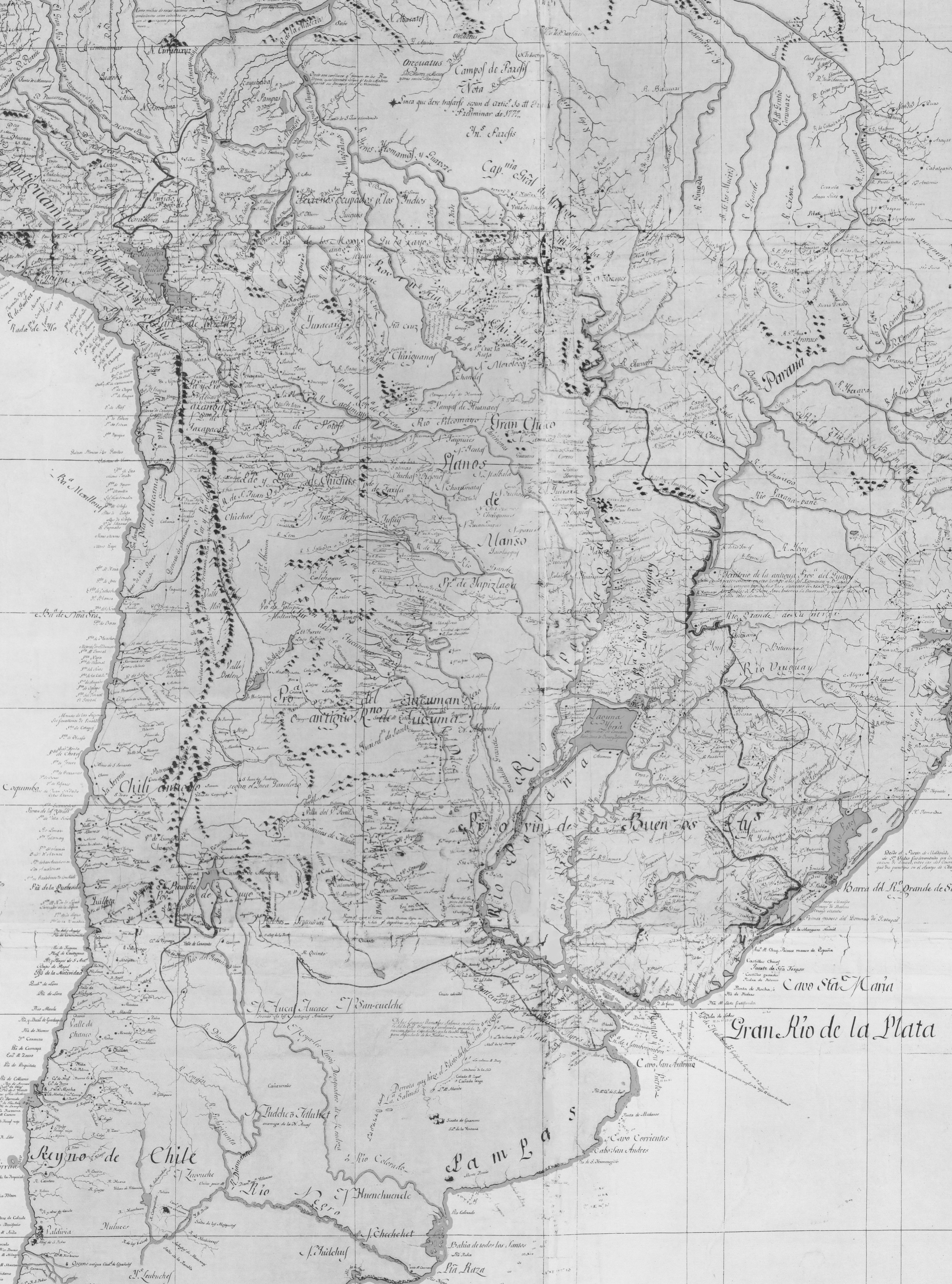
Virreinato del Río de la Plata en el mapa de la América del Sur de Agustín Ibáñez y Bojons del año 1800.

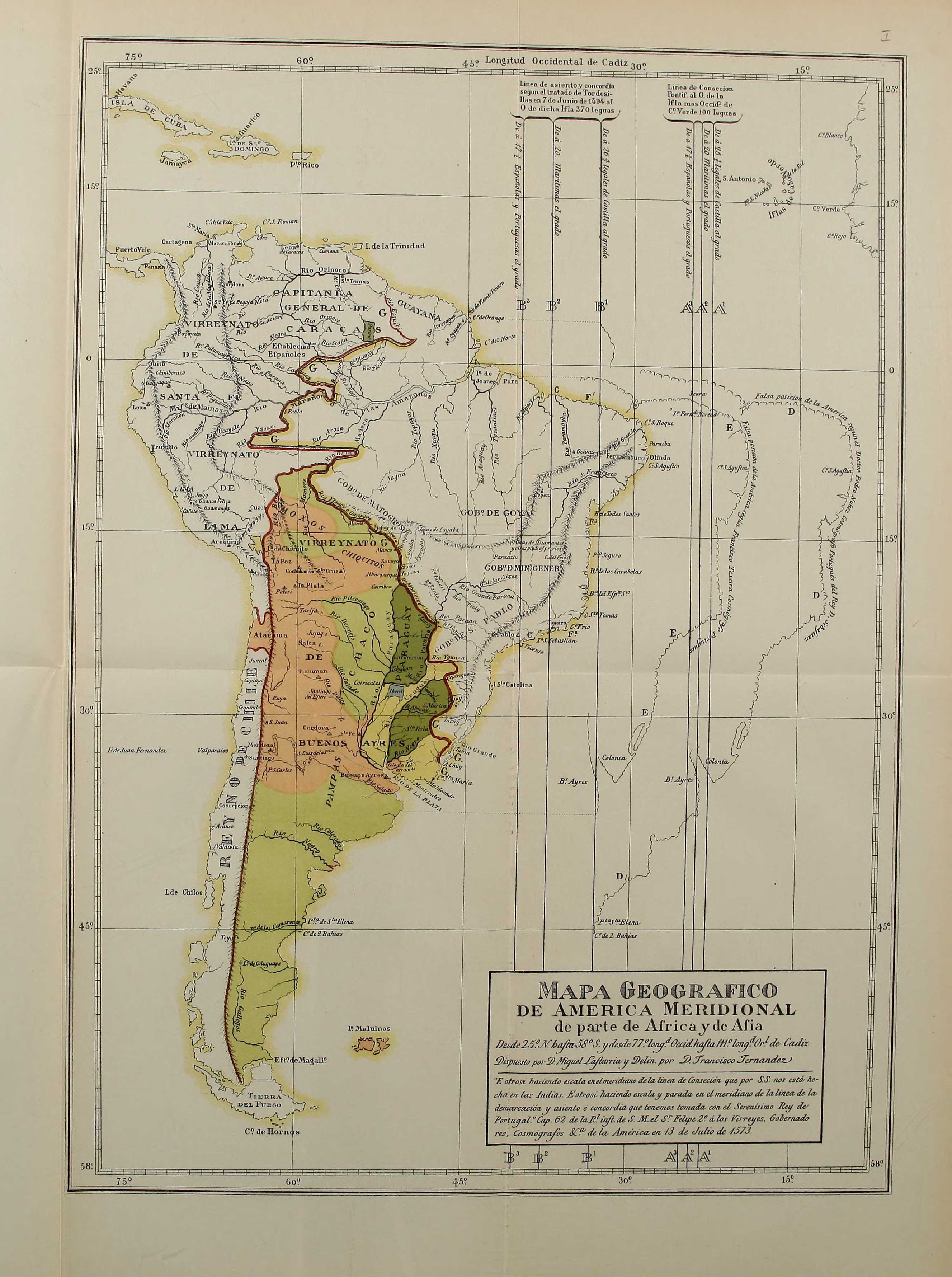
Mapa del Virreinato del Río de la Plata realizado por Miguel de Lastarria en 1804, incluido en la obra titulada “Colonias orientales del Río Paraguay o de la Plata. Tomo 3. Reorganización y plan de seguridad exterior de las muy interesantes colonias orientales del Río Paraguay o de la Plata”.

La real cédula de 1776 creó un virreinato personal en favor de Cevallos, mientras durara su permanencia en el territorio, dispensado de todas las formalidades y exigencias a las que estaban sometidos los virreyes de acuerdo a las Leyes de Indias. El objetivo era poner en manos del comandante de la expedición todos los recursos disponibles en los territorios de la provincia de Charkas (hoy Bolivia), las gobernaciones del Paraguay, Tucumán y del Río de la Plata y el corregimiento de Cuyo. La real cédula expresaba «que luego que estéis navegando, á la salida de Cádiz, os deis á rreconocer por tal Virrey, Governador y Capitán General en todos los buques de guerra y de trasporte, para que se hallen en esta inteligencia y estén á vuestras órdenes quantos ban embarcados en ellos (sic)». La flota partió de Cádiz el 13 de noviembre de 1776.

### La expedición de Cevallos
El rey enviaba la expedición «dirijida á tomar satisfacción á los portugueses por los insultos cometidos en mis provincias del Rio de la Plata», de modo que su administración sobre el territorio rioplatense y las ciudades de Cuyo incorporadas tendrían en principio un fuerte carácter militar. En ese momento inaugural el virreinato del Río de la Plata incluyó a todo el territorio que actualmente son los estados brasileños de Río Grande del Sur (llamado por los españoles Río Grande de San Pedro), Santa Catarina y amplias zonas que hoy son parte de Paraná y Mato Grosso del Sur así como pequeños sectores que actualmente corresponden al oeste del Mato Grosso. Cevallos inició su campaña intentando llevar el límite de los territorios portugueses al este de la línea del Tratado de Tordesillas (que España situaba en la isla Cananéia) y para ello los desalojó de las plazas de Colonia del Sacramento, Río Grande y la población de Nuestra Señora del Destierro -actual Florianópolis- en la isla de Santa Catalina.
El 20 de febrero de 1777 la gran expedición de 116 barcos desembarcó tropas en la isla de Santa Catalina, que se rindió el 5 de marzo, quedando el teniente coronel Juan Roca como gobernador. Luego, al no poder atacar Río Grande por causas climáticas, la flota se dirigió al sur de la Banda Oriental, llegando a Montevideo el 20 de abril de 1777. El 4 de junio se rindió el gobernador portugués de Colonia del Sacramento, que fue arrasada por orden de Cevallos. Luego continuó la ofensiva por tierra en el este del territorio y tomó la Fortaleza de Santa Teresa y el Fuerte de San Miguel, avanzando sobre la población de Río Grande, pero la ofensiva fue detenida el 4 de septiembre de 1777, al conocerse las tratativas de paz entre España y Portugal.
El 1 de octubre de 1777 fue firmado el Tratado de San Ildefonso entre España y Portugal, que acordó la soberanía española sobre la Colonia del Sacramento y la isla San Gabriel, pero obligó a España a renunciar definitivamente a la isla de Santa Catalina y al territorio de Río Grande, al norte de la Banda Oriental, que había ido siendo ocupado paulatinamente por Portugal y cuya posesión se había consolidado con el Tratado de Madrid (1750). España recibió también la cesión de las islas de Annobón y Fernando Poo en el golfo de Guinea.

### La creación permanente del virreinato
Finalizadas las hostilidades con Portugal, Cevallos llegó a Buenos Aires el 15 de octubre y el 6 de noviembre de 1777 dictó el Auto de libre internación con lo cual quedó autorizado el comercio libre de Buenos Aires con Perú y Chile, tanto para los frutos de la tierra, como para los de España. Previamente, el 8 de julio de 1777 había prohibido la extracción de oro y plata sin amonedar si no era por el puerto de Buenos Aires. Estas medidas golpeaban a los comerciantes de Lima, pero contaban con el aval de los de Cádiz. 
El rey emitió el 27 de octubre de 1777 en San Lorenzo de El Escorial otra real cédula, por la que dio por definitivamente constituido el virreinato, terminando con su carácter excepcional y personal:

(...) Don Juan José de Vertiz, Teniente General de mis Reales Ejércitos: Por mi cédula de 1º de agosto del año próximo pasado, tuve por conveniente nombrar para Virey, Gobernador y Capitan General de las Provincias del Rio de la Plata, y distrito de la Audiencia de Charcas con los territorios de las ciudades de Mendoza y San Juan de la Frontera ó del Pico de la Gobernacion de Chile, al Capitan General de mis Reales Ejércitos don Pedro de Cevallos, mediante las circunstancias que entónces concurrian para ello, y durante se mantuviese este Capitan General en la comision á que fue destinado en esa América meridional. Y comprendiendo ya lo muy importante que es á mi Real servicio y bien de mis vasallos en esa parte de mis dominios la permanencia de esta dignidad, porque desde Lima á distancia de mil leguas no es posible atender al Gobierno de las espresadas Provincias tan remotas, ni cuidar á que el Virey de ellas dé la fuerza y conservacion de ellas en tiempo de guerra: He venido en resolver la continuacion del citado empleo de Virey, Gobernador y Capitan General de las Provincias de Buenos Aires, Paraguay, Tucuman, Potosi, Santa Cruz de la Sierra, Charcas, y de todos los corregimientos, pueblos y territorios á que se estiende la jurisdiccion de aquella Audiencia, comprendiéndose assi mismo bajo del propio mando y jurisdiccion, los territorios de las ciudades de Mendoza y San Juan del Pico, que estaban a cargo de la gobernacion de Chile, con absoluta independencia del Virey de Perú y del presidente de Chile (...)

-  Wikisource contiene obras originales de o sobre Real cédula declarando permanente la erección del virreinato del Río de la Plata.

Al arribar a Buenos Aires el nuevo virrey, el teniente general Juan José de Vértiz y Salcedo, Cevallos le entregó el mando el 28 de junio de 1778, retornando a España con la mayor parte de las tropas con las que había expedicionado, muriendo el 26 de diciembre de ese año.

### La Real Ordenanza de Intendentes
- Wikisource contiene obras originales de o sobre Ordenanza de Intendentes del Río de la Plata.

El 25 de octubre de 1777 el rey nombró a Manuel Ignacio Fernández como «intendente de todos los ramos de la Real Hacienda», para ocuparse del cobro, custodia y empleo de la renta de todo el virreinato.
En 1781 el virrey Vértiz envió al Alto Perú una fuerza militar para colaborar en la sofocación de la rebelión de Túpac Amaru II. La fuerza fue comandada por el coronel Ignacio Flores, nombrado presidente de Charcas.
Para su mejor administración, la Real Ordenanza de Intendentes de Ejército y Provincia de 28 de enero de 1782, dividió el virreinato del Río de la Plata en ocho intendencias, a saber: Buenos Aires, San Miguel de Tucumán, Cuyo, Paraguay, Santa Cruz de la Sierra, Potosí, La Paz y Chuquisaca. Suprimió los corregimientos y gobiernos políticos militares a excepción de los de Montevideo y de las Misiones guaraníes. Cada intendencia quedó encabezada por un intendente, disponiendo la ordenanza: «Art. 6: Mando que los intendentes tengan a su cargo los cuatro ramos, de Justicia, Policía, Hacienda y Guerra, dándoles para ello, como lo hago, toda la jurisdicción y facultades necesarias, con respectiva subordinación y dependencia al virrey y Audiencias de aquel virreinato.»
El 14 de abril de 1783 fue dictada la real cédula que restableció la Real Audiencia de Buenos Aires, la cual tenga por distrito la provincia de este nombre y las tres del Paraguay, Tucumán y Cuyo. La instalación solemne de la Real Audiencia tuvo lugar el 8 de agosto de 1785.
Antes de que las reformas se llevaran a efecto, el 5 de agosto de 1783 el rey hizo en San Ildefonso 17 modificaciones a la real ordenanza de 1782, manteniendo los gobiernos político militares de Moxos y de Chiquitos, que había ordenado suprimir, y modificando las intendencias de Cuyo, San Miguel de Tucumán y Santa Cruz de la Sierra que pasaron a ser parte de Córdoba del Tucumán, Salta del Tucumán, y Cochabamba, respectivamente. El régimen de intendencias fue puesto en vigor por el virrey en 1784.

### La ocupación de las Misiones Orientales por Portugal

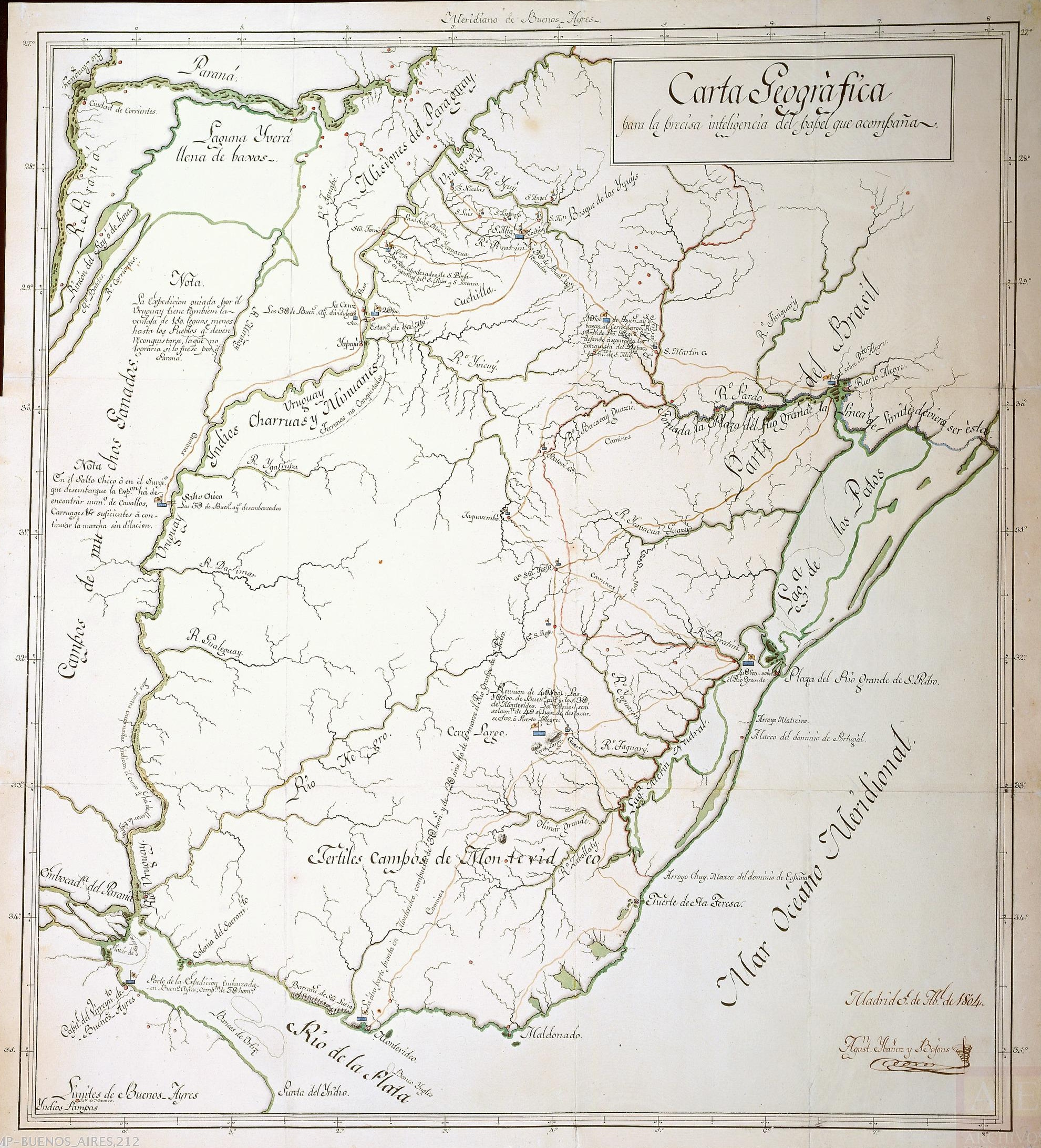
Mapa del plan de operaciones propuesto para recuperar las tierras ocupadas por los portugueses del Brasil en el Virreinato de Buenos Aires durante la Guerra de las Naranjas (1801) hecho por Agustín Ibáñez y Bojons.

El 8 de agosto de 1801 un grupo de irregulares portugueses aliados con algunos guaraníes descontentos, en el contexto de la guerra de las Naranjas que se desarrollaba en Europa, ocuparon el pueblo de San Miguel Arcángel y pocos días después conquistaron el resto de las Misiones Orientales y el pueblo de San Francisco de Borja. Otras fuerzas portuguesas se apoderaron de las guardias entre los ríos Piratiní y el Yaguarón, Batoví, el Fuerte de Santa Tecla, la Guardia de San Martín y el área costera hasta el arroyo Chuy. En enero de 1802 arrasaron el Fuerte de San José ubicado en la margen sur del río Apa en el Paraguay. Aunque el rey portugués aceptó devolver las conquistas, nunca lo hizo.

### Las Invasiones Inglesas
En 1806, en el contexto de las Guerras Napoleónicas y en el marco de la undécima guerra anglo-española, el Reino Unido -potencia que desde el siglo XVIII había comenzado su movimiento ascensional respecto de Francia en la guerra colonial, en especial en las posesiones territoriales de la India y  América del Norte, principalmente Canadá- colisionó con el nuevo expansionismo global francés del emperador Napoleón Bonaparte y ocupó la Colonia del Cabo, ubicada en Sudáfrica. Al mismo tiempo aprovechó que el Imperio español se encontraba en una situación sumamente crítica -ya que existía en España una solapada contienda por el trono-, para desde África y siguiendo el Plan Maitland, intentar invadir el estuario del Río de la Plata, núcleo y principal vía de acceso hacia el interior del virreinato del Río de la Plata. Sus intereses aquí eran dobles: militar y comercial. Debido a la toma de Buenos Aires por los británicos, el virrey Rafael de Sobremonte se trasladó a Córdoba, ciudad a la que declaró capital interina del virreinato el 14 de julio de 1806. Esta primera invasión británica concluyó con la derrota de estas fuerzas, que debieron abandonar la región. 
En 1807 el Reino Unido intentó una segunda invasión con el mismo fin de apoderarse del Río de la Plata, la que finalizó con idéntico resultado y que frustró los planes colonialistas británicos en el virreinato.
Si bien no tuvieron éxito, las invasiones inglesas (que no fueron algo repetido en otras regiones españolas en América) colaboraron con la crisis política que se desencadenaría en el virreinato del Río de la Plata y acabaría en la Revolución de Mayo. Estos sucesos dejaron en evidencia la fragilidad del orden colonial español, ya sea de sus instituciones administrativas, de sus funcionarios y de su defensa militar.

### Rechazo al rey francés
Napoleón Bonaparte y José I enviaron al marqués de Sassenay al Río de la Plata con el fin de hacer jurar lealtad al nuevo monarca impuesto en España por la ocupación francesa y dar a conocer las Abdicaciones de Bayona de los reyes Carlos IV y su hijo Fernando VII. Cuando el marqués de Sassenay llegó a Buenos Aires en julio de 1808, el virrey Santiago de Liniers realizó consultas con la Real Audiencia y con el cabildo de Buenos Aires para decidir qué posición tomar, pero tanto el cabildo como la audiencia rechazaron las exigencias francesas y quemaron los pliegos que les había presentado el enviado de Napoleón, a quien otorgaron un breve plazo para abandonar la ciudad. Sassenay se dirigió a Montevideo pero allí fue apresado por el gobernador Francisco Javier de Elío. El 21 de agosto se realizó en Buenos Aires la jura de reconocimiento del rey Fernando VII como soberano español. En septiembre de 1808 Liniers declaró la guerra a Napoleón y a José I y reconoció la Junta Suprema Central instalada en Sevilla. José Manuel de Goyeneche fue enviado como delegado para hacer jurar en el Perú y el Río de la Plata lealtad a la Junta de Sevilla. Posteriormente la junta envió a Baltasar Hidalgo de Cisneros como nuevo virrey en reemplazo de Liniers.

### Movimientos de Chuquisaca y La Paz
Para sofocar las revueltas de Chuquisaca y La Paz, el virrey Cisneros envió desde Buenos Aires un contingente de quinientos hombres al mando de Vicente Nieto, secundado por el capitán de navío José de Córdoba y Rojas. La expedición partió el 4 de octubre de 1809 y al llegar a Chuquisaca no hizo falta que entraran en combate, pues el foco insurreccional le prestó acatamiento, mientras que La Paz fue ocupada por Goyeneche con fuerzas del virreinato del Perú.

### La Revolución de Mayo y desintegración del virreinato
El 25 de mayo de 1810 se produjo la Revolución de Mayo en Buenos Aires, que depuso al virrey Cisneros y nombró a una junta provisional de gobierno que se negó a reconocer al Consejo de Regencia de España e Indias. La triunfante revolución de la capital marcó el inicio del fin del virreinato. 

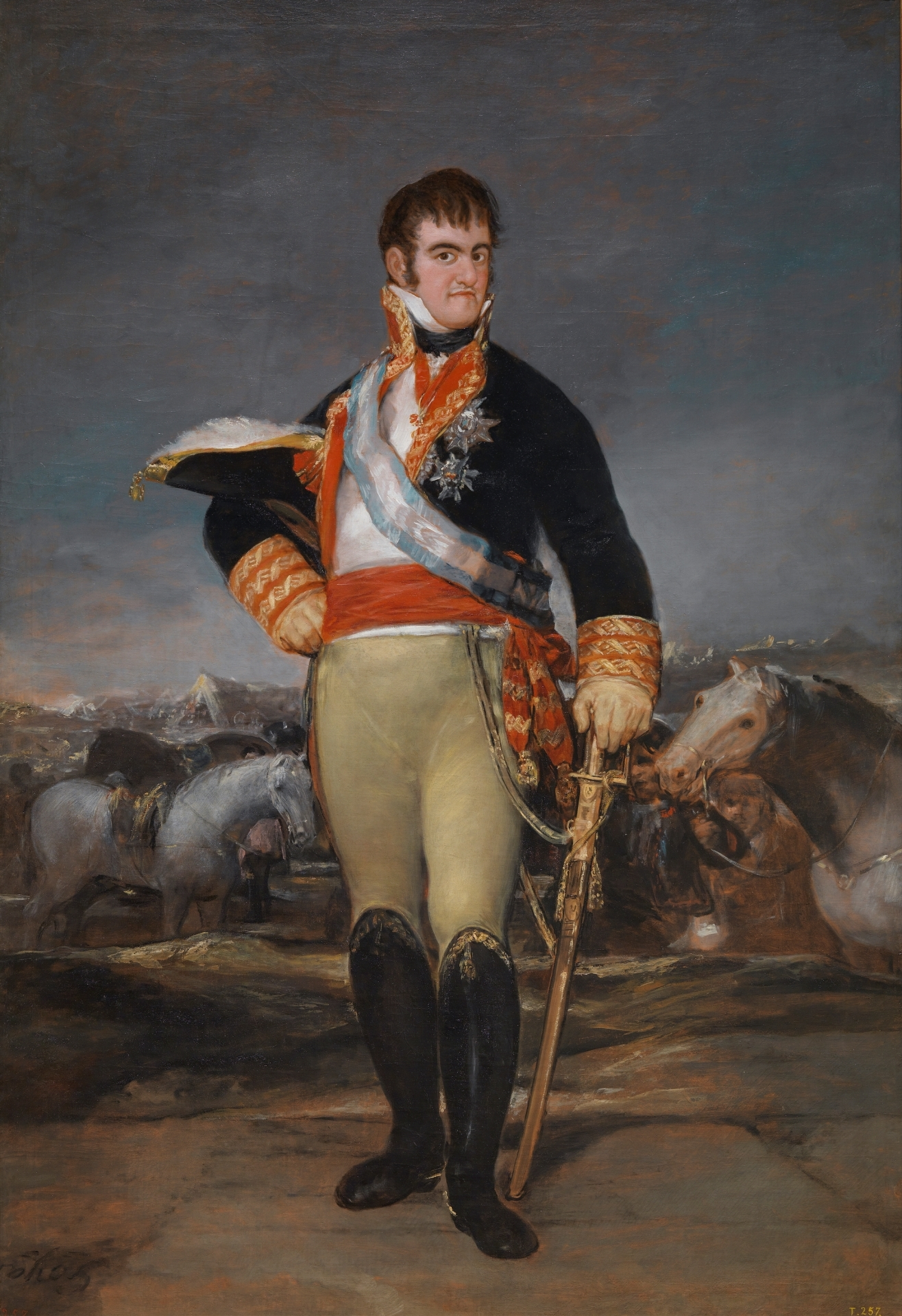
Retrato de Fernando VII, portando la banda de la Orden de Carlos III y realizado por Francisco de Goya. Museo Municipal de Bellas Artes, Santander, España.

El gobernador intendente del Paraguay, Bernardo de Velasco remitió una nota a Buenos Aires comunicando que la provincia del Paraguay no reconocía a su Junta. El 24 de junio de 1810 un congreso paraguayo reiteró su fidelidad al monarca Fernando VII y al Consejo de Regencia. El 17 de junio de 1811 se instaló en Asunción una junta gubernativa presidida por Fulgencio Yegros que depuso a Velasco y luego acordó la paz con Buenos Aires.
El 13 de julio de 1810 el virrey del Perú tomó la medida excepcional de reincorporar provisoriamente las intendencias de La Paz, Potosí, Chuquisaca y Córdoba del Tucumán al virreinato del Perú, aunque en la práctica la anexión incluyó también las intendencias de Cochabamba y Salta del Tucumán, y los gobiernos de Moxos y Chiquitos. Lo hizo a pedido del presidente de Charcas, del gobernador de Potosí y también de otras autoridades, aclarando en el decreto de anexión que lo hacía: hasta que se restablezca en su legítimo mando el Excmo. Señor Virey de Buenos-Ayres, y demás autoridades legalmente constituidas, pues solo el rey podía desmembrar formalmente territorio de un virreinato.

### La guerra de independencia y el final del virreinato
El 19 de enero de 1811 Francisco Javier de Elío declaró a Montevideo capital del virreinato y asumió como virrey del Río de la Plata, cargo para el que fue nombrado por el Consejo de Regencia el 31 de agosto de 1810, pero la población rural de la Banda Oriental rechazó su autoridad en febrero de 1811, hecho conocido como "Grito de Asencio". El 18 de mayo de ese año, José Gervasio Artigas derrotó en la batalla de Las Piedras al jefe realista José Posadas, quedando Elío sólo con el control de la Colonia del Sacramento y la sitiada ciudad de Montevideo, mientras que las tropas revolucionarias de la junta de Buenos Aires controlaban el resto de la Banda Oriental.
El 20 de octubre de 1811, Elío y la junta de Buenos Aires firmaron un armisticio que devolvía al control realista la Banda Oriental y las villas entrerrianas de Gualeguaychú, Gualeguay y Concepción del Uruguay. Por orden del Consejo de Regencia, Elío dejó el cargo de virrey el 18 de noviembre de 1811, asumiendo el mariscal de campo Gaspar de Vigodet como capitán general y gobernador de las provincias del Río de la Plata y presidente de la Real Audiencia de Buenos Aires. A mediados de diciembre Elío se embarcó para España.
Tres importantes hechos fueron determinantes para la gesta revolucionaria de la región del Río de la Plata. Dos batallas, las únicas de carácter campal que se libraron en el actual territorio argentino durante el transcurso de la guerra de la Independencia, decidieron sendas victorias de los ejércitos patriotas sobre los reales y se debieron al general independentista Manuel Belgrano. A la batalla de Tucumán, librada el 24 y 25 de septiembre de 1812, denominada por su vencedor como "el Sepulcro de la Tiranía", le siguió un segundo triunfo rioplatense en la batalla de Salta, el 20 de febrero de 1813, que logró expulsar a los ejércitos del rey de la ciudad y que liberó definitivamente a las provincias ubicadas al sur del dominio realista. El 23 de junio de 1814 Vigodet —último gobernante español propio del virreinato del Río de la Plata— se rindió en Montevideo a las tropas revolucionarias comandadas por el general Carlos María de Alvear, quedando la Banda Oriental también libre de la dominación de la corona española.
El 6 de diciembre de 1822 el coronel español Pedro Antonio de Olañeta se retiró del territorio jujeño que había invadido, hecho que marcó el final de la presencia militar española en lo que actualmente es la República Argentina. El Ejército Unido Libertador del Perú llevó adelante al mando de Antonio José de Sucre la campaña final sobre los últimos reductos realistas del exvirreinato del Río de la Plata en el Alto Perú, que concluyó el 1 de abril de 1825 con el combate de Tumusla. Después de tenerse en la corte española noticias de la derrota realista en la batalla de Ayacucho y sin conocerse la muerte de Olañeta a orillas del río Tumusla, este fue nombrado nominalmente virrey del Río de la Plata el 27 de mayo de 1825.
La banda de los Hermanos Pincheira continuó desde 1817 realizando saqueos y ataques en nombre del rey de España en Chile, Cuyo y la Patagonia argentina hasta su derrota definitiva en la batalla de las lagunas de Epulafquen el 14 de enero de 1832 por obra del general chileno Manuel Bulnes.
En la segunda mitad del siglo XIX, España reconoció sucesivamente la independencia de las repúblicas surgidas del virreinato (fechas de los canjes de ratificaciones de los tratados): Argentina (27 de junio de 1860), Bolivia (12 de febrero de 1861), Paraguay (8 de abril de 1882) y Uruguay (9 de octubre de 1882).

## Organización territorial del virreinato
La primera desde 1776 a 1784 implicaba la existencia de una sola audiencia y la conservación de las gobernaciones, gobiernos y corregimientos con los que se había constituido el virreinato: 4 gobernaciones y 3 corregimientos, quedando bajo su dependencia 5 gobiernos político militares (o "provincias subordinadas"), 20 corregimientos indígenas, dos corregimientos de españoles subordinados y una comandancia político militar. El corregimiento de Cuyo fue transferido desde la Real Audiencia de Chile a la jurisdicción de la de Charcas. Se agregaron en 1778 la Superintendencia de los Establecimientos Patagónicos (1778-1785) y la efímera gobernación de Fernando Poo y Annobón (1778-1780), no pudiendo conservarse la gobernación creada en la isla de Santa Catalina luego de la paz con Portugal en 1777.
A partir de 1784 se aplicó el régimen de gobernaciones intendencias, creándose 8 de ellas a las que se le dio el nombre de provincias y los corregimientos pasaron a ser partidos, restableciéndose la Real Audiencia de Buenos Aires. Los gobiernos político militares fueron mantenidos a excepción del gobierno de Chucuito. La Superintendencia de los Establecimientos Patagónicos subsistió hasta 1785, cuando fue transformada en la comandancia de Patagones. En 1784 fue creada la intendencia de Puno con parte de la de La Paz, pero fue transferida al virreinato del Perú en 1796. Desde 1787 tres partidos de esta intendencia pasaron a integrar la nueva Real Audiencia del Cuzco, a la que se integraron los demás desde 1796. Al momento de la Revolución de Mayo en 1810, las 8 intendencias tenían bajo su dependencia a 40 partidos, 4 gobiernos político militares y dos tenencias de gobierno. Existían además varias comandancias político militares ubicadas en zonas de frontera con el Brasil portugués, y por esto particularmente militarizadas, y otras ubicadas en puntos estratégicos y vulnerables (como la Comandancia de las Islas Malvinas) , las cuales estaban bajo la dependencia directa del virrey.
Eclesiásticamente todo el virreinato formaba una provincia de la Iglesia católica, el arzobispado de Charcas, de cuyo arzobispo eran sufragáneos 6 obispos diocesanos, siendo el de Salta creado en 1806. Al pasar al virreinato del Perú la intendencia de Puno en 1796, los partidos de Chucuito y Paucarcolla continuaron dependiendo del obispado de La Paz.

## Economía del virreinato
El nombre del virreinato del Río de la Plata sugiere cuál fue el producto económico que resultó basal para la economía de este, la plata, obtenida principalmente de las minas ubicadas en el Alto Perú. De todas las minas altoperuanas la más célebre fue la del cerro Rico de Potosí. La misma región altoperuana era gran productora de otros minerales: cobre, estaño y oro.
Esta base económica significó el desarrollo de un tránsito carretero que generalmente "bajaba" desde el Alto Perú hasta el puerto de Buenos Aires siguiendo el Camino Real, tal tránsito supuso por su parte la cría de mulas, también de caballos y asnos, la cual se realizaba principalmente en las ciudades del Tucumán. 
Este tránsito promovió una industria cuasi artesanal de carretas  fabricadas en San Miguel de Tucumán y en la ciudad de Mendoza. Las carretas muy lentas eran casi siempre tiradas por bueyes y sus marchas por extensos itinerarios se reducían a unas pocas leguas por día. El tráfico de plata fue de este modo el principal rubro de exportaciones desde el virreinato hacia Europa. Tal tráfico frecuentemente estaba asociado con el contrabando y un intercambio de plata por gente esclavizada llevada desde África hasta el puerto de Buenos Aires para luego ser distribuida en diversas zonas.
La mayoría de la población se concentraba en las zonas altoperuanas, pobres en producciones agrícolas y ganaderas, esto significó el desarrollo de nuevos centros y circuitos productivos y comerciales dentro del virreinato: la región pampeana y las Vaquerías del Mar pobladas por inmensas greyes de vacunos proveyó de carne barata no solo a las poblaciones del Alto Perú sino a las del Brasil portugués, en el segundo de los casos se efectuaba contrabando masivo desde la Banda Oriental y las Misiones Orientales  siguiendo luego la Ruta del ganado hasta Curitiba y de allí hasta la "feria" de Sorocaba. Los rodeos de ganados realengos, es decir ganados que al carecer de dueños precisos nominalmente eran pertenecientes a la corona española aunque en los hechos, al ser cimarrones, solían resultar de usufructo público, requirieron un tipo especial de trabajador libre: el gaucho, muchas veces arrieros que transportaban los ganados en pie por pistas o huellas durante cientos de kilómetros. La zona de las Misiones y el Paraguay fue sede de cultivos de yerba mate, cultivos iniciados por guaraníes y jesuitas. La yerba mate abastecía a casi todo el virreinato e incluso a la Capitanía General de Chile. Otros cultivos alimenticios surgieron merced a la demanda altoperuana: vinos (en Salta, Tarija, Cuyo, Córdoba), aguardientes y singanis; e incluso plantaciones de olivo, principalmente en La Rioja y Catamarca pero las plantaciones oliveras  fueron en gran medida taladas para evitar que compitieran con el monopolio español.
Del mismo modo el Alto Perú no lograba autoabastecerse con sus producciones de lanas de auquénidos y resultó un cliente que facilitó la plantación de algodón en Santiago del Estero y el establecimiento de una incipiente industria textil, en la cual se elaboraba el algodón junto con la lana de caprinos, ovinos y auquénidos en los territorios de las actuales provincias de  Santiago del Estero, Catamarca, Salta, La Rioja así como de talabartería  en Tucumán. Por otra parte la ciudad de Córdoba se encontraba beneficiada al ser la encrucijada de las rutas que unían el oeste con el este y el norte con el sureste del virreinato, tal encrucijada hacía que fuera común designar como "El Arriba" a todo el territorio ubicado al norte y oeste de la ciudad de Córdoba y como "El Abajo" a todo el territorio ubicado al sur y al este de la misma ciudad.
Por lo demás la agricultura para alimentar a las poblaciones dispersas se encontraba reducida a una agricultura de subsistencia, en muchas ocasiones solo horticultura.
Siempre que se plantea el análisis de una economía corresponde considerar entre uno de los factores básicos el transporte, en particular la velocidad del mismo, en tal sentido en los terrenos más fácilmente transitables que eran (como aún hoy) los de la planísima región pampeana, las velocidades a caballo promedio eran de unas 8 a 10 leguas diarias; las carreras a "revientacaballos" (con chasquis que cambiaban de caballos en cada posta) hacían recorrer (en la región pampeana) 800 kilómetros en diez días, la distancia entre la ciudad de Mendoza y la ciudad de Buenos Aires era cubierta a galope (por el sistema de chasquis) en 22 días recorriéndose para ello unos 1100 km que alternaban relieves llanos y escarpados. El sistema oficial de correos en el territorio que luego sería del virreinato comenzó a establecerse en 1748 y se mejoró y reorganizó con postas en 1771. En 1767 fue establecido el Correo Ultramarino La Coruña - Montevideo y en 1786 se estableció el correo de encomiendas entre Buenos Aires y Potosí. El transporte de cargas por tierra insumía tiempos inverosímiles para la gente de la actualidad: una carreta de ruedas macizas tirada por cuatro bueyes sanos y fuertes tardaba 3 meses en recorrer 1000 kilómetros.
La navegación fluvial era relativamente rápida "bajando" los ríos: Desde Asunción a la ciudad de Buenos Aires se tardaba aproximadamente 15 días pero la "subida" o el navegar el río Paraná en contracorriente aguas arriba (con la tecnología de entonces se lograba una velocidad de tan solo tres millas por hora) demandaba casi tres meses, y más frecuentemente unos 112 días. En 1739 la Real Audiencia de Charcas dispuso que Santa Fe fuera un puerto preciso de la navegación del Paraguay, lo que fue confirmado por una real cédula el 1 de abril de 1743. Todos los barcos procedentes del Paraguay debían desembarcar sus cargas en Santa Fe para seguir por tierra hacia Buenos Aires, lo que provocó disputas entre los cabildos y gobernadores de las tres ciudades. El 13 de abril de 1780 el virrey Pedro Melo de Portugal abolió provisoriamente los privilegios del puerto preciso de Santa Fe, lo que fue confirmado por el Consejo de Indias el 14 de febrero de 1781.

### Los puertos
La ciudad de la Trinidad y puerto de Santa María del Buen Ayre fue elegida como capital del virreinato del Río de la Plata porque su puerto abastecía un amplio mercado. Con el Reglamento de Libre Comercio de 1778, el puerto de Buenos Aires tuvo vinculaciones con España y con casi toda América. Sin embargo, por su fondo lodoso, en sus muelles no podían amarrar buques de gran calado. Por esto, el puerto de Montevideo, con fondo de piedras y mayor profundidad daba ventajas naturales que le permitieron ganar una importancia comparable al de Buenos Aires o aún mayor. Esto le granjeó en varias oportunidades enfrentamientos con la capital del virreinato.
También Montevideo en poco tiempo se transformó en un gran centro comercial. Su estratégica posición le permitía un gran movimiento de buques mercantes. La ciudad creció rápidamente, en especial el sector social vinculado al comercio, principalmente ganadero. Para la ciudad, el negocio que más prosperó fue el llamado comercio de tránsito: las mercaderías que pasaban por el puerto de Montevideo pagaban un impuesto por los días de permanencia en el mismo. Todo este desarrollo económico y social que experimentó la zona, no venía acompañado de reformas administrativas que se acomodaran a ese crecimiento económico.
Para luchar contra el contrabando en 1779 fue creado el Resguardo del Puerto de Buenos Aires, que era un cuerpo militar integrado por oficiales y tropa al mando de un comandante que fiscalizaba el puerto, las costas del Río de la Plata y las salidas terrestres. Otro Resguardo fue creado en el Puerto de Montevideo en 1780 y otros en ciudades como Corrientes, Salta, Córdoba y la villa de Oruro.
En 1797 el virrey Antonio Olaguer Feliú autorizó la entrada de buques extranjeros y neutrales al puerto de Buenos Aires para estimular las actividades comerciales del virreinato que estaban comenzando a sufrir los efectos negativos de las tensiones crecientes entre las potencias europeas.

## Instituciones virreinales
En 1791 la Real Imprenta de Niños Expósitos publicó la Guia de forasteros en la ciudad y virreynato de Buenos-Ayres: para el año de 1792, en ella se contiene un listado de instituciones del virreinato residentes en Buenos Aires:
- Secretaría de Cámara: un secretario, 3 oficiales, un asesor general y auditor de guerra, un escribano mayor de gobierno y guerra y un escribano de diligencias.
- Secretaría de la Superintendencia General de Real Hacienda (un superintendente existió entre 1778 y 1788, cuando sus funciones pasaron al virrey): un secretario, 4 oficiales, un fiscal, un asesor y un escribano actuario.
- Real Audiencia Pretorial: un presidente (el virrey), un regente, un decano, 4 oidores, un fiscal de lo civil, un fiscal de lo criminal y protector de naturales, un chanciller, un agente fiscal de lo civil y otro de lo criminal, 2 relatores y 2 escribanos de cámara.
- Tribunal Mayor y Real Audiencia de Cuentas (o Contaduría Mayor, fue creado en 1767): su presidente era el virrey como superintendente de Real Hacienda. Lo integraban 3 contadores mayores, un supernumerario, un escribano, 6 contadores ordenadores, 8 oficiales de contaduría, un archivero y uno de contaduría de Retazas.
- Junta Superior de Real Hacienda (creada en 1784 para fiscalizar financieramente a la intendencia y a los cabildos). La integraban: el virrey como presidente, el regente, un oidor y el fiscal en lo civil de la Real Audiencia, el contador decano del Tribunal de Cuentas, el contador de ejército, un relator y un escribano actuario. Estaba encargada de la Superintendencia general de Real Hacienda, de lo económico de la guerra y de los ramos de propios y arbitrios y bienes de comunidad de los pueblos, con absoluta inhibición de todos los Tribunales y sola dependencia de la real persona, por la vía reservada del despacho universal de Indias. Funcionaba también como Junta Superior de Apelaciones de Real Hacienda respecto de las decisiones de la audiencia.
- Junta Superior de Propios y Arbitrios: el virrey como presidente, el regente comisionado por el virrey, un oidor y el fiscal en lo civil de la Real Audiencia, el contador decano del Tribunal de Cuentas, y un secretario.
- Junta Superior de Aplicaciones: el virrey como presidente, el regente comisionado por el virrey, un oidor y el fiscal en lo civil de la Real Audiencia, 2 vocales, el contador de ejército, un relator y un escribano.
- Junta Provincial de Temporalidades: el virrey como presidente, el regente comisionado por el virrey, un oidor y el fiscal en lo civil de la Real Audiencia, 2 vocales, un relator y un escribano.
- Junta de Diezmos: el virrey como presidente, el regente comisionado por el virrey, un oidor y el fiscal en lo civil de la Real Audiencia, 2 hacedores, el tesorero y el contador de ejército, y un escribano.
- Junta de Almonedas: un oidor y el fiscal en lo civil de la Real Audiencia, un vocal, el tesorero y el contador de ejército, y un escribano.
- Santa Cruzada: un comisario, un asesor, un fiscal, el tesorero y un contador de Real Hacienda y un notario.
- Comisaría de la Santa Inquisición: un comisario, un alguacil mayor y un notario.
- Montepío de Ministerio de Justicia y Real Hacienda: un director, dos vocales, el contador de ejército, el contador de tabacos, un secretario y contador y un tesorero.
- Tesorería General de Ejército y Real Hacienda: la integraban un contador, un tesorero, un factor, un contador interventor agregado, un jubilado, 3 oficiales de contaduría, 2 escribientes y 6 oficiales de tesorería. Se encargaban de la Caja Real de Buenos Aires, de la que dependían las cajas reales de las capitales de cada intendencia. Subordinadas a estas últimas había cajas reales en: Santa Fe, Chucuito, Carabaya, Mendoza, Oruro, Carangas, San Miguel de Tucumán, Santa Cruz de la Sierra.[13]
- Almacenes de Real Hacienda, Artillería de Marina: un guardia almacén y un ayudante.
- Real Aduana: integrada por un administrador, un contador, dos vistas (de 1.ª y de 2.ª), un alcaide, 5 oficiales de contaduría, 4 oficiales escribientes, 2 oficiales de tesorería (de 1.ª y de 2.ª), un contador de plata, un receptor de Sisa y 2 receptores.
- Real Renta de Tabacos: en la Dirección General había un director general, un contador general, un administrador general, un amanuense y un escribano.
- Contaduría General de la Renta: había un contador y 6 oficiales.
- Tesorería General: había un tesorero y 2 oficiales.
- Administración General: había un administrador, un interventor y 2 oficiales.
- Dirección General de Nuevas Labores: había un director general y un amanuense.
- Almacenes Generales: había un administrador fiel y un contador interventor.
- Resguardo: 2 visitadores.
- Administración Principal de la Real Renta de Correos: el subdelegado era el virrey. Había un administrador, un contador, 6 oficiales y un supernumerario.
- Contaduría General de Propios y Arbitrios del Virreinato: un contador y oficial mayor y 2 vocales.

Posteriormente fue creado el Real Tribunal del Consulado mediante una real cédula de 30 de enero de 1794. Lo integraban: un prior, 2 cónsules, 8 consiliarios, un asesor, un síndico, un secretario, un contador, un tesorero, un escribano, porteros y alguaciles. Tenía diputados en todas las intendencias y plazas comerciales y desde fines de 1799 creó bajo su jurisdicción una Academia de Náutica que fue cerrada en 1806 por desaprobación real. El Real Tribunal del Protomedicato fue creado por orden real de 19 de julio de 1798, previamente existía como Real Protomedicato compuesto por: un protomédico, un asesor, un fiscal, un alguacil mayor, un escribano y 3 examinadores.